# Haus der Stille (Heiligenkreuz am Waasen)

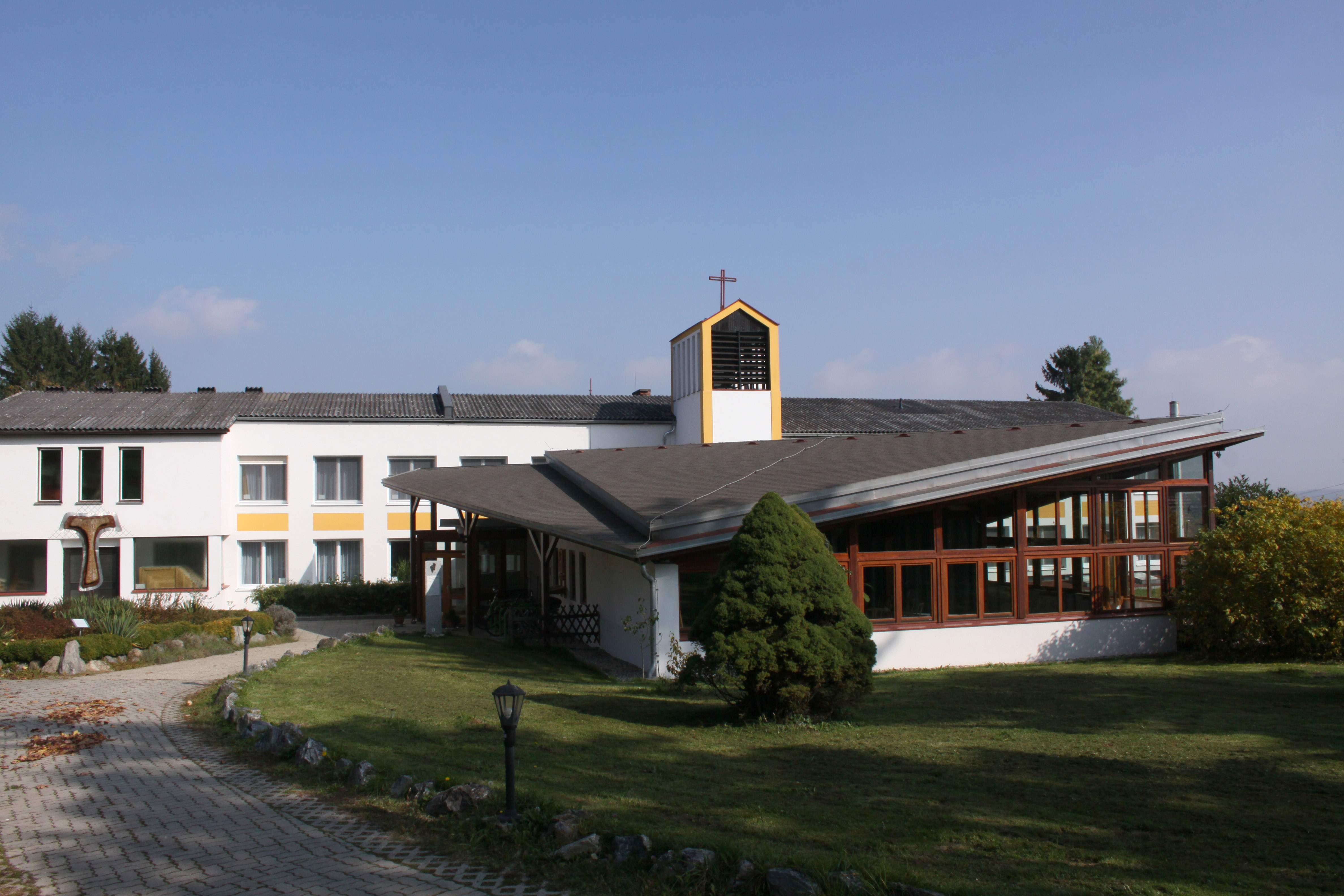
Haus der Stille

Das Haus der Stille ist seit 1979 eine franziskanische Gemeinschaft von Frauen und Männern in Heiligenkreuz am Waasen in der Steiermark. Sie wurde gegründet vom Franziskaner Pater Karl Maderner († 21. Juni 2025) und getragen vom „Verein Haus der Stille“. Von 2017 bis Juni 2024 war der Pallottiner Pater Sascha Heinze SAC Seelsorger und Priester im Haus der Stille. Seit Juli 2024 ist Marlies Prettenthaler-Heckel die spirituell-theologische Leiterin. Es gibt ein regelmäßiges Kursangebot zu den inhaltlichen Schwerpunkten Meditation, Bibel, Franziskanische Spiritualität und Frieden. Bis zum Jahr 2019 bot die Gemeinschaft in ihren Gebäuden Asylbewerbern Obdach.

## Geschichte

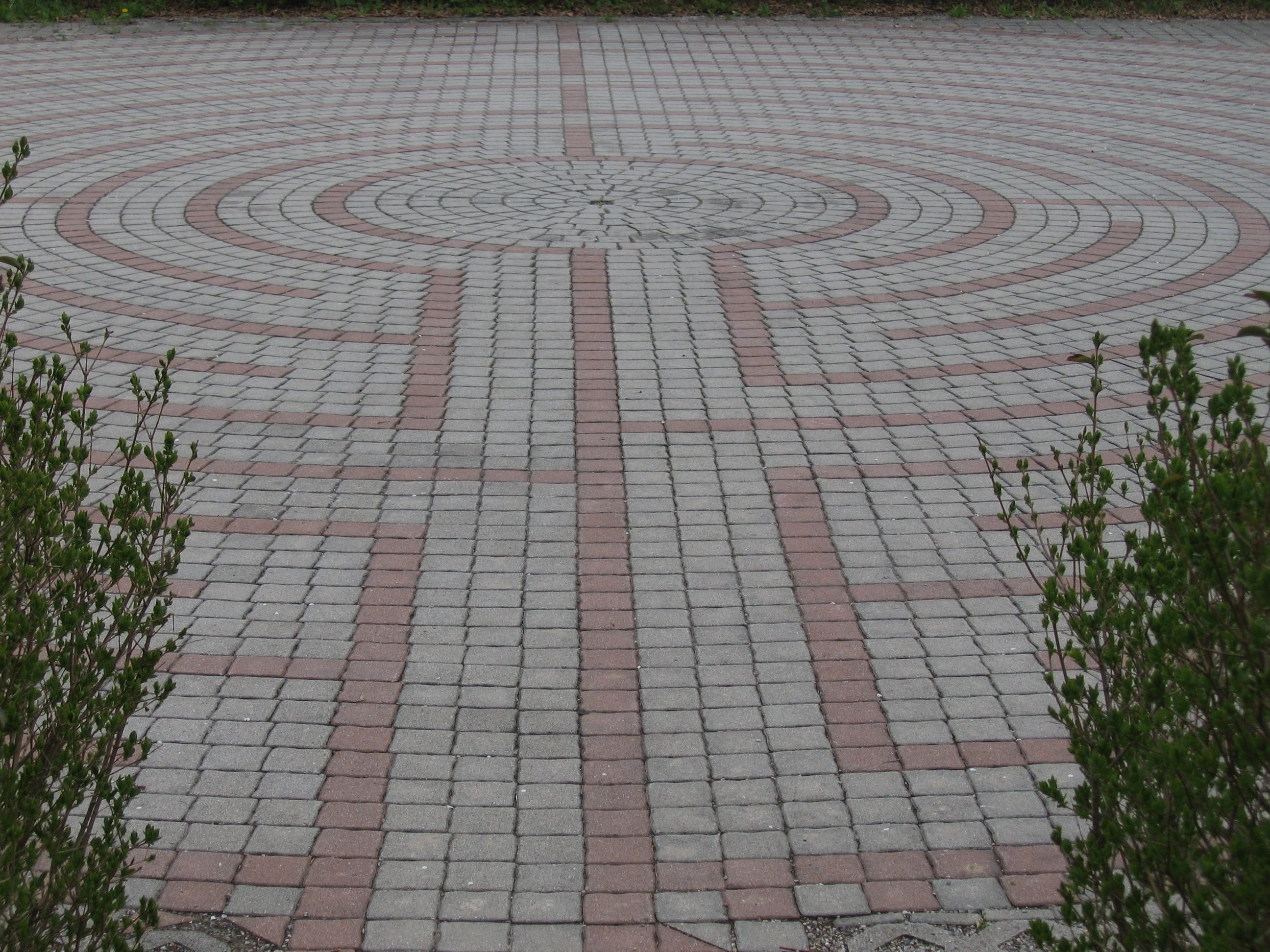
Labyrinth im Garten nach dem Vorbild des Labyrinths in der Kathedrale von Chartres

Das Haus war ursprünglich ein um 1960 errichtetes und am 7. Oktober 1962 eingeweihtes Kloster der Redemptoristinnen, das 1978 vom damals bereits existierenden Verein „Leben aus der Mitte“ (gegründet 1977) erworben wurde. Nach einer ersten Umbauphase wurde es im Herbst 1979 als Haus der Stille eröffnet. Bis Mitte der 1990er Jahre erfuhr das Haus laufend Erweiterungen und Zubauten wie etwa eine Kapelle und eine Aula und bietet heute Platz für rund 50 Personen im Gäste- und Kursbetrieb. Aufgrund der Nähe des Hauses zur Franziskanischen Gemeinschaft finden im Haus der Stille immer wieder Treffen der Interfranziskanischen Arbeitsgemeinschaft INFAG statt.

## Angebot
Das Haus der Stille wurde mit der Intention gegründet, Einzelgäste und Gruppen aufzunehmen, die die Stille suchen – auch als Vorbeugung vor Burnout-Erfahrungen. Sowohl seelsorgerische Beratung als auch geistliche Begleitung sind im Haus der Stille möglich. Das Haus ist jedoch kein medizinisches Therapiezentrum.

## Projekte

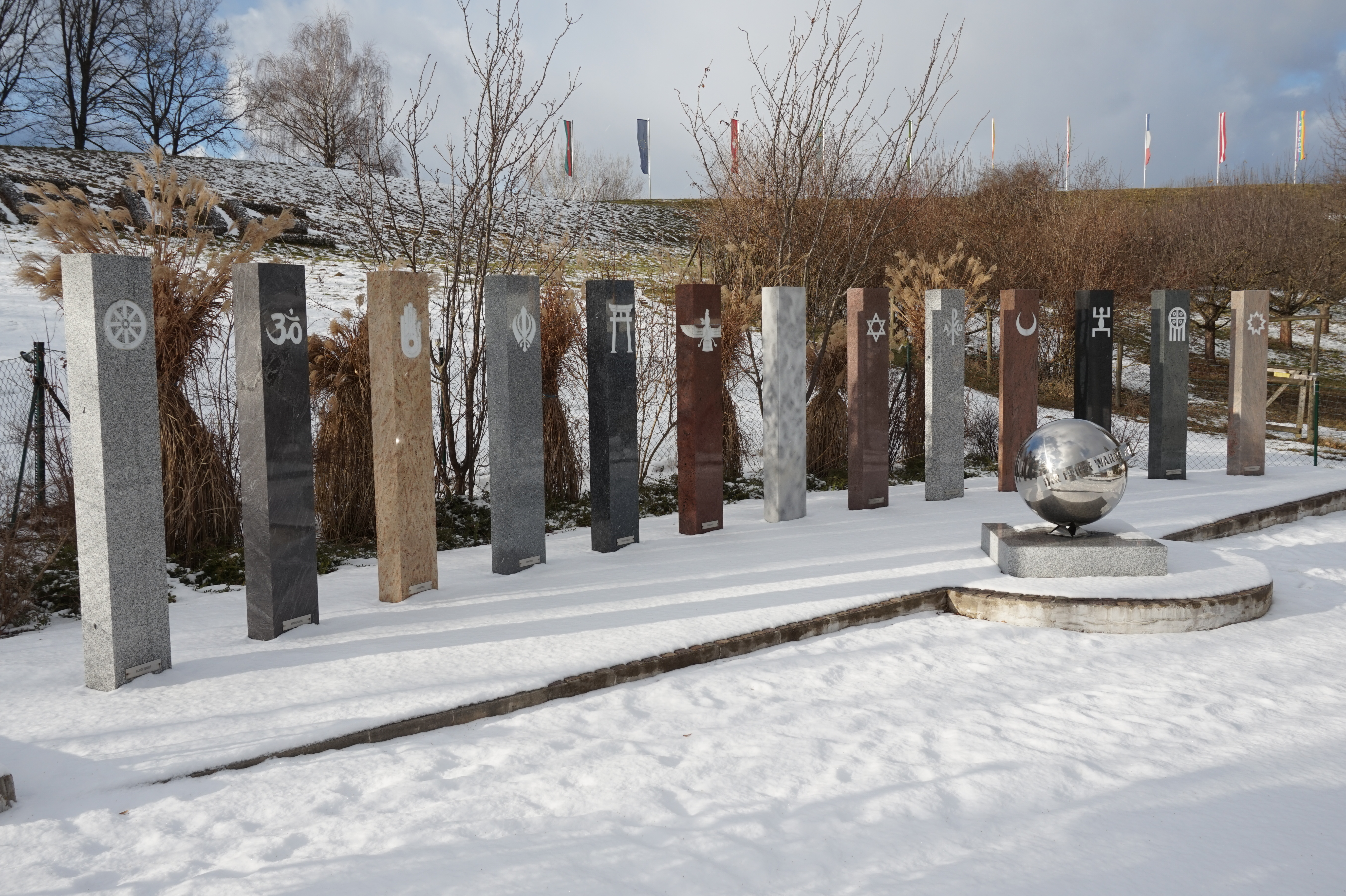
Friedenszeichen der Religionen

2006 beschloss die Gemeinschaft, ein Friedenszeichen zu errichten. Anlass war der 20. Jahrestag des Treffens wichtiger religiöser Vertreter in Assisi. Der Künstler Thomas Resetarits fertigte 12 Stelen an, die alle in Assisi vertretenen Religionen symbolisieren. Die verschiedenartigen Steine aus verschiedenen Kontinenten drücken die Verschiedenheit der Religionen und der durchgehend gleiche Farbton der Symbole das Verbindende aller Religionen aus. Eine zusätzliche Säule in der Mitte wurde frei gelassen. Die Linie, auf der die Stelen stehen, versinnbildlicht den gesamten Erdkreis. Im Zentrum des Denkmals schwebt das Leitmotiv „Der Friede wartet auf seine Erbauer“ als Schriftzug über einer symbolischen Erdkugel.
Um dem Anliegen des Friedens mehr Präsenz zu verschaffen, wurde ein Friedensraum eingerichtet mit Literatur, aktuellen Informationen verschiedener Friedensinitiativen und symbolischen Gegenständen aus verschiedenen Kriegs- und Krisenregionen.

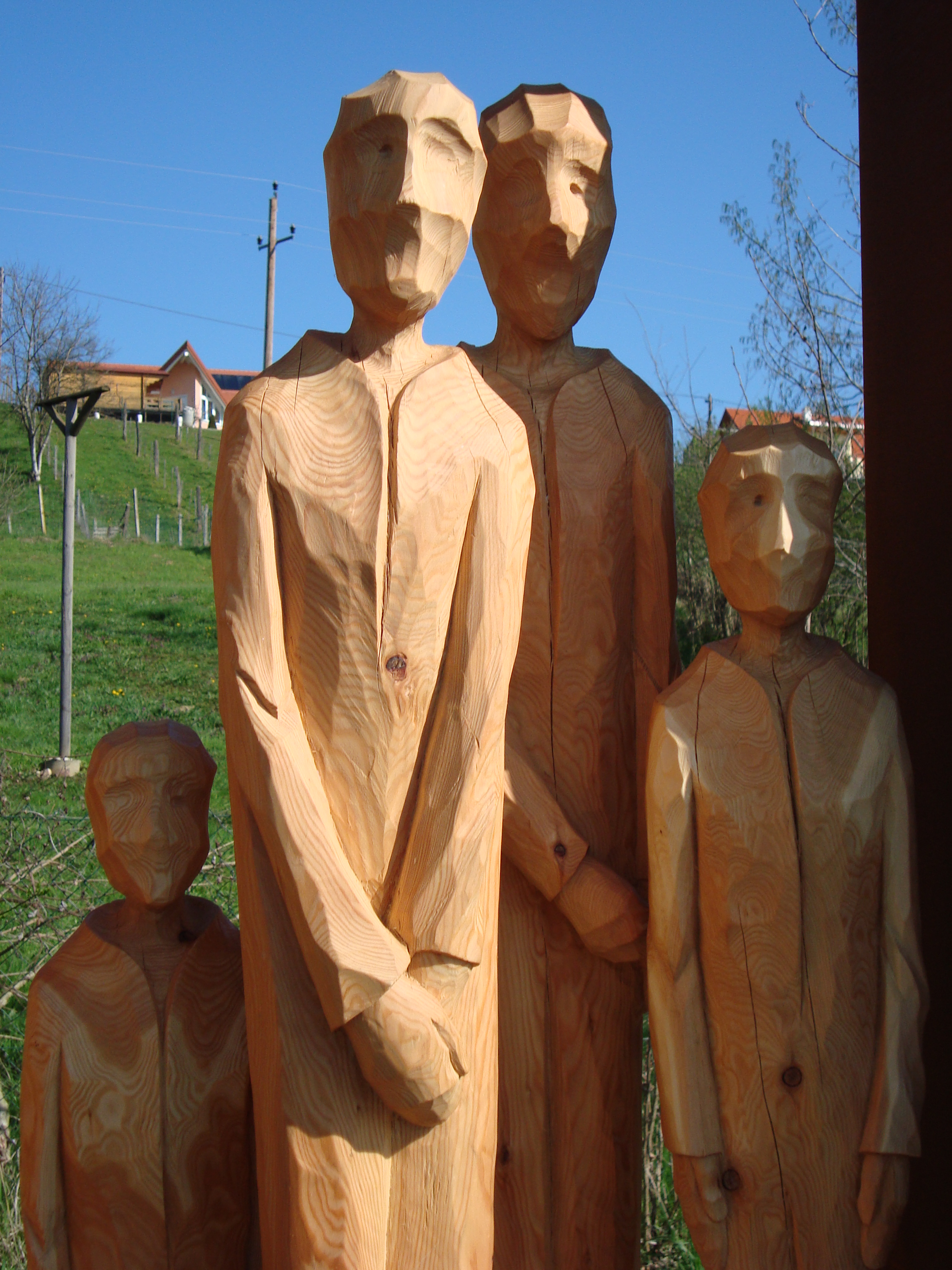
Ermutigungsweg

Ein 4 Kilometer langer thematischer Pilgerweg „Markusweg“ führt seit 2009 mit 13 künstlerisch und inhaltlich gestalteten Stationen von der Pfarrkirche Heiligenkreuz am Waasen zum Haus der Stille. Im Jahr 2010 wurde der Markusweg durch den „Ermutigungsweg“ ergänzt, der mit 7 Ermutigungszeichen wieder nach Heiligenkreuz zurückführt. Dadurch ergibt sich nun ein ca. 8,5 km langer Rundweg. Ein Rundweg durch den Garten beim Haus der Stille wurde 1988 von der Künstlerin Wiltrud List mit Stationen zum Sonnengesang von Franz von Assisi gestaltet.
„72h ohne Kompromiss“, die österreichweit größte Jugendaktion für soziales Engagement, ein Projekt der Katholischen Jugend Österreich in Zusammenarbeit mit youngCaritas und Hitradio Ö3, fand bereits mehrmals im Haus der Stille statt.
Das Haus der Stille hat seit 1977 rund 300.000 Liederbücher Du mit uns in Umlauf gebracht.